# Dramska serija
Dramska serija je naziv za televizijsku seriju koja po svojem sadržaju odgovara televizijskoj drami.
Dramske serije razlikuju se po broju epizoda. Mogu biti mini-serije koje imaju 4-6 epizoda ili serije od 13-26 epizoda.
Po žanru dramske serije se obično dijele isto kao i pojedinačni igrani filmovi pa tako postoje western-serije, SF-serije, kriminalističke serije itd.
Ponekad se za hibrid između humorističke i dramske serije rabi izraz dramedija.

## Dramska serija u SAD
U svijetu je trenutno najpopularniji oblik dramske serije onaj koji predstavlja standard za američke televizijske mreže, pa se ponekad za njega upotrebljava izraz TV-drama.
Dramske serije se obično sastoje od 9-26 epizoda koje se trebaju emitirati na jednoj od TV-mreža tijekom televizijske sezone koja u SAD traje od početka jeseni do kraja proljeća. Svaka epizoda u pravilu traje 45 minuta, a zajedno s reklamama traje 60 minuta.
Ovisno o gledanosti, koja se u SAD određuje na temelju Nielsenovog rejtinga, producenti i uprava TV-mreže odlučuje hoće li se dramska serija nastaviti snimati tijekom tekuće ili sljedeće sezone. Ako se snimanje nastavi, govori se o prvoj i drugoj sezoni serije. 
Sezona obično završava epizodom koja se zove finale sezone i sadrži spektakularni dramaturški obrat (u engleskoj terminologiji poznat kao cliffhanger) koji zaplet ostavlja nerazriješenim te čije bi razriješene trebalo uslijediti u drugoj sezoni. Svrha tog postupka je pridobivanje gledatelja za gledanje TV-serije tijekom sljedeće sezone. Međutim, relativno mali broj dramskih serija doživi drugu sezonu, pa su zato američke dramske serije u pravilu nedovršene.